# Protanilla shanyii
Protanilla shanyii (лат.) — вид муравьёв рода Protanilla из подсемейства Leptanillinae (Formicidae). Эндемик Китая. Мелкие желтовато-коричневые муравьи длиной 3—4 мм.

## Этимология
Назван в честь китайского мирмеколога Шаньи Чжоу (Dr. Shanyi Zhou; Guangxi Normal University, Китай) за его крупный вклад в изучение фауны муравьёв в Китае.

## Описание
Мелкие желтовато-коричневые муравьи длиной 3,40—3,98 мм. Голова трапециевидная и сужающаяся спереди, длиннее своей ширины, сильно сужена в месте расположения усиков и с выступающим зубцом на боковой вогнутости; задний край слегка вогнутый, задние углы широко закруглены, бока умеренно выпуклые. Передний край наличника слегка вогнутый. Мандибулы длинные треугольные и крупные, изогнуты вентрально на вершине, латеродорсальная поверхность с продольной бороздкой, жевательный край примерно с 13 зубцами, похожими на колышки. Покровы мандибул мелкосетчатые. Голова обильно пунктирована, остальное тело гладкое и блестящее. Дорзум тела с редкими полуприлегающими волосками и обильным прилегающим опушением, опушение на голове и переднеспинке густое; скапус и голени с редкими полуприлегающими волосками и густым прилегающим опушением. Окраска тела коричневато-жёлтая, среднегрудь, заднегрудь и проподеум с черноватыми отметинами. Усики 12-члениковые, усиковые валики отсутствуют, место прикрепления антенн открытое.

## Систематика
Protanilla wallacei наиболее похож на Protanilla beijingensis Man et al., 2017 (Китай и Пакистан), но может быть отличим по следующим признакам: у P. beijingensis мандибулы относительно тонкие, дорзум проподеума длиннее ската, как передняя, так и задняя поверхности стебельчатого узла круто наклонены, постпетиолярный узел сильно наклонён вперёд, спинка головы гладкая, цвет тела красновато-коричневый; у P. shanyii мандибулы массивные, дорзум проподеума равен длине ската, узел петиоля с вертикальной передней поверхностью и круто наклонённой задней поверхностью, постпетиолярный узел прямой и не наклонён вперёд, дорзум головы пунктированный, цвет тела коричневато-жёлтый. В ревизии 2024 года сходный с ним вид Protanilla beijingensis вместе с P. wallacei, P. flamma и P. lini был включён в видовой комплекс Protanilla lini из видовой группы Protanilla rafflesi.

## Распространение и экология
Китай: Чунцин, уезд Уси, заповедник Yintiaoling National Nature Reserve, Guanshan Linchang, N 31,5352°, E109.7034°, на высоте 2153 м. Найден в гниющей древесине под смешанным хвойным и широколиственным лесом.